# Richard Münch
Richard Münch (Gießen, 10 gennaio 1916 – Malaga, 6 giugno 1987) è stato un attore tedesco.

## Biografia
Münch è cresciuto a Darmstadt, dove si è diplomato al Reform-Realgymnasium. Ha frequentato poi la Hochschule für Theater di Francoforte sul Meno e ha debuttato alla Städtische Bühnen nel 1937 nell'Amleto di Wittenberg di Gerhart Hauptmann.

### Teatro
Dal 1948 al 1950 ha fatto parte dell'ensemble del Kammerspiele di Monaco, dopo di che ha recitato al Kammerspiele di Amburgo. Dal 1953 al 1962 ha lavorato al Düsseldorfer Schauspielhaus e al Deutsches Schauspielhaus di Amburgo. Seguirono altri ingaggi allo Schauspielhaus di Zurigo, due anni al Burgtheater di Vienna, poi di nuovo allo Schauspielhaus di Düsseldorf e all'Hamburger Kammerspiele, così come al teatro Das Schiff. Recitò inoltre nella serie di cabaret della ARD Hallo Nachbarn, trasmessa dal 30 ottobre 1963 all'11 novembre 1965. Dal 1970 al 1971 è stato direttore ad interim alla Städtische Bühnen di Francoforte. Ha diretto diverse opere, tra cui la prima in lingua tedesca della commedia Gugusse di Marcel Achard il 28 aprile 1970, all'Akademietheater di Vienna, così come la prima della commedia Der Kandidat di Carl Sternheim, tenutasi il 27 settembre 1980 al Thalia Theater di Amburgo.

### Cinema
Durante gli anni '50, Münch ricevette alcuni ruoli cinematografici minori. Nel 1961 attirò l'attenzione nella satira cinematografica Das Wunder des Malachias, dove vestì i panni del dottor Erwin Glass. Münch ha ricevuto, per questo ruolo, la Filmband in Gold come miglior attore protagonista e il premio della critica cinematografica tedesca. Münch divenne noto a livello nazionale per la sua impersonificazione del sinistro "squalo" subacqueo nel film di Edgar Wallace del 1962 La locanda sul Tamigi e come capo dell'FBI Mr. High nei film tedeschi di Jerry Cotton degli anni '60.
Uno degli ultimi ruoli di Münch fu nel film Das Spinnennetz di Bernhard Wicki nel ruolo del barone von Köckwitz, uscito nel 1989. A causa della grave malattia di Wicki, le riprese (1986-1989) dovettero essere interrotte per un lungo periodo. Durante questo periodo Münch morì e fu sostituito da Ullrich Haupt. Durante il montaggio del film, tuttavia, Wicki non poteva decidere di fare completamente a meno del ritratto di Münch. Pertanto, Münch può essere visto in alcune brevi inquadrature del film.

### Morte
Münch ebbe un infarto mentre si trovava in una località di villeggiatura vicino a Malaga, crollando a terra intorno alla mezzanotte del 5 giugno 1987. Era sposato con l'attrice Ella Büchi, aveva due figli e viveva a Küsnacht. La sua tomba, come quella di sua moglie, si trova nel cimitero di Küsnacht-Hinterriet.

## Filmografia parziale

### Cinema
- L'uomo perduto (Der Verlorene), regia di Peter Lorre (1951)
- Il dottor Crippen è vivo! (Dr. Crippen lebt), regia di Erich Engels (1958)
- I cinque del bunker (Nasser Asphalt), regia di Frank Wisbar (1958)
- Due volte non si muore (Unruhige Nacht), regia di Falk Harnack (1958)
- Stalingrado (Hunde, wollt ihr ewig leben), regia di Frank Wisbar (1959)
- Sulla via del delitto (Verbrechen nach Schulschluß), regia di Alfred Vohrer (1959)
- Das Wunder des Malachias, regia di Bernhard Wicki (1961)
- La rossa (Die Rote), regia di Helmut Käutner (1962)
- Il giorno più lungo (The Longest Day), regia di Ken Annakin, Andrew Marton, Bernhard Wicki (1962)
- La vendetta della signora (The Visit), regia di Bernhard Wicki (1964)
- Il treno (The Train), regia di John Frankenheimer (1964)
- Spie contro il mondo (Gern hab' ich die Frauen gekillt), regia di Alberto Cardone (1966)
- Il ponte di Remagen (The Bridge at Remagen), regia di John Guillermin (1969)
- Patton, generale d'acciaio (Patton), regia di Franklin Schaffner (1970)
- Il ritorno delle aquile (The Holcroft Covenant), John Frankenheimer (1985)
- Target - Scuola omicidi (Target), regia di Arthur Penn (1985)

### Televisione
- Der seidene Schuh (1965)

## Doppiatori italiani
Nelle versioni in italiano delle opere in cui ha recitato, Richard Münch è stato doppiato da:
- Nando Gazzolo in Il giorno più lungo, Il treno
- Bruno Persa in La vendetta della signora
- Gino Baghetti in Il ponte di Remagen
- Alvise Battain in Target - Scuola omicidi
- Luigi Pavese in Stalingrado
- Adolfo Lastretti in Stalingrado (ridoppiaggio)